# Kiyomi Watanabe
Kiyomi Watanabe (jap. 渡辺 聖未 Watanabe Kiyomi; ur. 25 sierpnia 1996) – filipińska judoczka. Dwukrotna olimpijka. Zajęła siedemnaste miejsce w  Tokio 2020 i Paryżu 2024. Walczyła w wadze półśredniej.
Uczestniczka mistrzostw świata w 2015, 2017, 2018, 2019, 2021 i 2024. Startowała w Pucharze Świata w 2017 i 2023. Srebrna medalistka igrzysk azjatyckich w 2018 i siódma w 2014. Piąta na  mistrzostwach Azji w 2021. Triumfatorka igrzysk Azji Południowo-Wschodniej w 2013, 2015, 2017 i 2019 roku.
Chorąży reprezentacji na igrzyskach w 2020 roku. 

## Letnie Igrzyska Olimpijskie 2020
| Konkurencja | Eliminacje              | Klas. końcowa |
| Konkurencja | Przeciwnik I            | Miejsce       |
| ----------- | ----------------------- | ------------- |
| 63 kg       | Cristina Cabaña (ESP) P | 17.           |